# Dan Ionescu (politician)
Dan Ionescu (n. 30 septembrie 1956) este un fost deputat român în legislatura 2000-2004, ales în județul Arad pe listele partidului PSD. Dan Ionescu a fost membru în grupurile parlamentare de prietenie cu Republica Austria și Mongolia.

## Legături externe
- Dan Ionescu Arhivat în 23 septembrie 2020, la Wayback Machine. la cdep.ro